# フィアライド

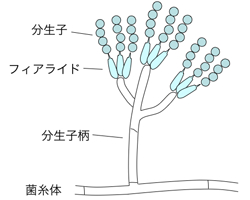
アオカビの模式図

フィアライド(phialide)とは、高等菌類の胞子形成に関わる細胞の1つで、その先端から胞子を出芽的に連続して形成するものである。アオカビなどに典型的に見られる。またかつて接合菌類とされたキックセラ目のカビにも類似の構造が見られる。

## 具体例
例えばアオカビ Pencillium は一般に箒のような形の模式図で示される。これを言葉で説明するとまず基質上に広がる栄養菌糸から分生子柄が分枝して立ち上がり、それは往々に分枝を繰り返すが、それらの枝の先端には紡錘形の細胞があり、その先に胞子(分生子)が数珠状に連なっている。数珠状に並ぶ胞子の数は時間経過と共に増加するもので、これはその基部にある紡錘形の細胞の先端から新たな胞子が形成されるためである。つまり胞子の数珠は基部から追加され、先に生じた胞子を押し出す形となり、言い換えれば先端側の胞子がより古いものとなっている。この胞子を形成する紡錘形の細胞がフィアライドである。

## 定義
フィアライドは古典的には以下のように定義されている。
フィアライドは分生子形成細胞の一つの型で、その先端部から連続的、出芽的に分生子を形成するものである。その際、少なくとも最初の1個の分生子はその細胞の成長する側の先端の内側に形成され、その部分の細胞壁が裂開、あるいは溶けることによって分生子は露出する。その後は一定の分生子形性座から内生出芽型に分生子が求基的に形成され、それらの分生子の壁は元の細胞の壁と関わりのない新たな壁で包まれている。またそれらの形成を通じて、元の細胞の長さは変わらない。

## 分生子形成型

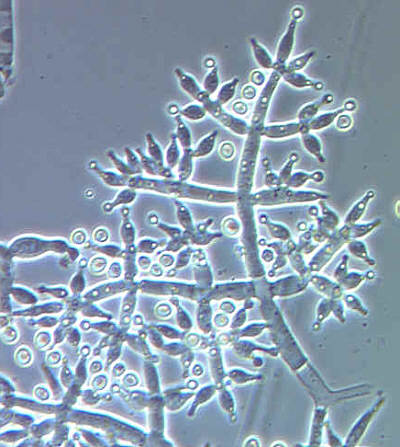
トリコデルマの胞子形成部

分生子の形成される過程を類型化したものを分生子形成型と言い、アナモルフ菌においては重要な分類形質と考えられる。フィアライド上に分生子を形成するものをフィアロ型という。
なお同じフィアロ型でも外見は大いに異なるものもある。形成された分生子は上記のようにアオカビでは基部側が新しい分生子の鎖を形成するが、これはこの菌の胞子が乾性であるためである。同じくフィアロ型であるトリコデルマでは分生子は湿性であり、分生子はフィアライドの先端に生じる粘液滴内に放出され、団子状に纏まった分生子の塊を創り上げる。

## 類似の型
Annnellide は一見ではフィアライドと同じように見え、紡錘形の細胞でその先端から連続して分生子を形成するものであるが、以下のような点で異なっている。フィアライドとの見かけ上の違いは、フィアライドの場合は分生子形性が繰り返される中でもその長さが変わらないのに対して、これの場合には次第に伸張すること、および分生子形性の度にその先端に傷跡が残ることがあげられる。分生子形性細胞の壁と分生子の壁とは連続していると考えられる。

## 偽フィアライド
ブラシカビ Coemansia などキックセラ目の菌類は胞子嚢柄の分枝として生じるスポロクラディアという特殊な枝の上に胞子を形成するが、その枝の上にまず紡錘形の細胞を生じ、その細胞の先端から出芽の形で分生子状の胞子を形成する。この細胞をその形態的な類似から偽フィアライド(pseudophialide)と呼ぶ。ただし真のフィアライドとは異なり、形成する分生子状の細胞は単胞子性の分節胞子嚢であり、また形成は1回だけで、それが脱落した後に再び形成することはない。